# Lưu Khiêm (Bắc Tống, người Khai Phong)
Lưu Khiêm (chữ Hán: 刘谦, ? – ?), tự Hán Tông, người phủ Khai Phong , tướng lãnh nhà Bắc Tống.

## Sự nghiệp
Thời trẻ Khiêm được bổ làm Vệ sĩ, qua vài lần thăng chức được làm đến Phủng Nhật Hữu sương đô chỉ huy sứ, lĩnh Gia Châu đoàn luyện sứ kiêm Kinh thành tuần kiểm. Lý Nguyên Hạo xưng đế (1038), Khiêm được đổi làm Bác Châu đoàn luyện sứ, Hoàn Khánh lộ Mã bộ quân Tổng quản kiêm Tri Bân Châu.
Khiêm không đọc sách, nhưng đối với việc tranh tụng, đều có thể phân xử thích đáng. Những người tiền nhiệm đều cưỡng bức dân chúng phục dịch mình, riêng Khiêm không hề quấy nhiễu ai, nên được người Bân Châu rất yêu mến. Hạ Tủng tâu xin lấy Khiêm làm Kính Nguyên lộ Tổng quản, vì thế Khiêm được dời làm Tri Kính Châu, chưa lên đường thì gặp lúc quân Tây Hạ xâm phạm Trấn Nhung quân, Khiêm đem binh vào sâu đất Hạ, phá bộ lạc của họ rồi về; nhờ công được cất nhắc làm Long Thần vệ Tứ sương đô chỉ huy sứ, Tượng Châu phòng ngự sứ.
Khiêm phát bạo bệnh rồi mất, không rõ khi nào; được tặng Vĩnh Thanh quân Tiết độ Quan sát lưu hậu.